# Paul Bowles
Paul Frederick Bowles (* 30. Dezember 1910 in Jamaica, Long Island, New York (USA); † 18. November 1999 in Tanger, Marokko) war ein US-amerikanischer Schriftsteller, Komponist und Übersetzer.

## Leben
Paul Frederick Bowles wurde als Einzelkind konservativer Eltern in New York geboren, der Vater war Zahnarzt. Früh zeichnete sich seine schriftstellerische und musikalische Gabe ab: Bereits 1929 wurden einige seiner Gedichte in Frankreich veröffentlicht. Daraufhin verließ er die University of Virginia, an der er Musik studierte, um nach Europa zu reisen. Nach seiner Rückkehr widmete er sich erneut dem Studium der Musik.
Im Jahr 1931 reiste Bowles zum ersten Mal nach Tanger und war von der Stadt und ihren Menschen fasziniert. Wieder zurück in den Vereinigten Staaten, verdiente er sein Geld als Komponist für Kammer- und Theatermusik und schrieb Theaterkritiken. 1937 lernte er Jane Auer kennen, eine 20-jährige angehende Schriftstellerin. Im Jahr darauf heirateten sie, obwohl Jane zuvor nur lesbische Beziehungen geführt hatte, während Bowles bisexuell war. Bald war ihre Liebe nur noch platonisch, doch sie blieben freundschaftlich eng verbunden und unterstützten einander in ihrer künstlerischen Arbeit.
Als Jane Bowles′ erster Roman erschien, Zwei sehr ernsthafte Damen, ein Werk, das die Kritik äußerst unterschiedlich aufnahm, begann auch Paul Bowles′ schriftstellerische Karriere. Er begann selbst zu schreiben und veröffentlichte ab 1945 Erzählungen. Während Jane an ihrem zweiten Roman arbeitete, ging Bowles 1947 nach Tanger, um dort seinen ersten Roman zu schreiben. Auf dem Weg dorthin entstand die Kurzgeschichte Pages from Cold Point, die die Beat-Bewegung der 1950er und 1960er Jahre solchermaßen inspirierte, dass sie Bowles zu einem ihrer Vorbilder erhob.
1948 folgte Jane Bowles ihm nach Tanger. Auch durch weitere Autoren, wie Truman Capote, Tennessee Williams, William S. Burroughs und Jack Kerouac, die sich zeitweise in Tanger aufhielten, wurde die Stadt zu einem Mekka westlicher Schriftsteller.
Im Jahr 1949 erschien Paul Bowles′ erster Roman, The Sheltering Sky (dt. Himmel über der Wüste), der ein großer Erfolg wurde. Ausgedehnte Reisen nach Sri Lanka, Indien, Spanien und durch Marokko einschließlich der Sahara folgten, woraus weitere Geschichten und Bücher resultierten. Er arbeitete auch an einer Oper.
Seine Frau erlitt 1957 einen Schlaganfall und wurde alkohol- und tablettenabhängig, litt unter epileptischen Anfällen und zunehmender geistiger Verwirrung. Als sie 1973 in Málaga starb, war Bowles bei ihr. Er, der sich während ihrer Krankheit viel um sie gekümmert hatte, schrieb in dieser Zeit unter anderem die Erzählungen Gesang der Insekten, Mitternachtsmesse, die Romane So mag er fallen, Das Haus der Spinne und seine Autobiografie Without Stopping. An Autobiography („Rastlos. Erinnerungen eines Nomaden“). 
Er unterstützte auch marokkanische Autoren, indem er sie – wie zum Beispiel Mohamed Choukri – zum Schreiben ermutigte. Choukris Autobiografie, Das nackte Brot, übersetzte er ebenso wie Driss ben Hamed Charhadis Ein Leben voller Fallgruben ins Englische. Im Weiteren übersetzte er die Werke der schweizerischen Abenteurerin und Autorin Isabelle Eberhardt. 1981 wurde er in die American Academy of Arts and Letters gewählt.
1990 entstand Bernardo Bertoluccis Film Himmel über der Wüste nach Bowles’ Roman. Bowles hatte darin zwei kurze Gastauftritte, war aber mit dem Gesamtergebnis der Verfilmung seines Buches unzufrieden.
Bowles starb 1999 im italienischen Krankenhaus von Tanger, der Stadt, in der er die letzten Jahrzehnte gelebt hatte.

## Wirkung
Bowles hat sich schon in seiner Kindheit mit den versteckten Abgründen der US-amerikanischen Gesellschaft auseinandergesetzt, von denen viele seiner Geschichten und Romane handeln. Die dauerkränkelnde Mutter, mit der ihn eine Hassliebe verband, und sein puritanischer, autoritärer Vater, den er ausnahmslos hasste, drängten ihn früh in eine Traumwelt, in der er seine Phantasien ausleben konnte.
Sein literarisches Werk zeichnet sich vor allem durch eine Offenheit aus, die zu ihrer Zeit wohl einmalig, zumindest aber für die breite Öffentlichkeit schockierend war. Bowles’ Figuren sind oft entwurzelte, im Innersten kranke und sich selbst suchende Gestalten. Als Verfasser von Erzählungen gehört Paul Bowles zu den bedeutendsten Autoren in der US-amerikanischen Literatur der zweiten Hälfte des 20. Jahrhunderts.

## Werke
Neben seinen Romanen und Musikkompositionen veröffentlichte Bowles vierzehn Bände mit Kurzgeschichten, drei Gedichtbände, zahlreiche Übersetzungen, etliche Reiseberichte und eine Autobiografie.

### Musik
| 1931 - Sonata for Oboe and Clarinet 1936 - Horse Eats Hat, Stück - Who Fights This Battle, Stück 1937 - Doctor Faustus, Stück - Yankee Clipper, Ballett 1938 - Too Much Johnson, Stück - Huapango – Cafe Sin Nombre – Huapango-El Sol, lateinamerikanischer Folk 1939 - Denmark Vesy, Oper - My Heart’s in the Highlands, Stück 1940 - Loves Old Sweet Song, Stück - Twelfth Night, Stück 1941 - Liberty Jones, Stück - Watch on the Rhine, Stück - Love Like Wildfire, Stück - Pastorela, Ballett 1942 - In Another Five Years Or So, Oper 1943 - South Pacific, Stück - Sonata for Flute and Piano und Two Mexican Dances - ’Tis Pity She’s a Whore, Stück | 1944 - The Glass Menagerie, Stück - Jacobowsky and the Colonel, Stück - Sentimental Colloquy, Ballett 1945 - Ondine, Stück - Three, Text von Tennessee Williams - Three Pastoral Songs 1946 - Night Without Sleep, Text von Charles Henri Ford - Cyrano de Bergerac, Stück - The Dancer, Stück - Land’s End, Stück - On Whitman Avenue, Stück - Twilight Bar, Stück - Cabin, Text von Tennessee Williams, Musik von Paul Bowles - Concerto for Two Pianos 1947 - Sonata for Two Pianos - Pastorela: First Suite, Ballett/Oper in einem Akt - The Glass Menagerie, Text von Tennessee Williams, zwei Lieder von Bowles 1948 - Concerto for Two Pianos, Winds and Percussion - Summer and Smoke, Stück 1949 - Night Waltz | 1953 - A Picnic Cantata - In the Summer House, Stück 1955 - Yerma, Oper 1958 - Edwin Booth, Stück 1959 - Sweet Bird of Youth, Stück 1962 - The Milk Train Doesn’t Stop Here Anymore, Stück 1966 - Oedipus (Sophocles), Stück 1967 - The Garden, Stück 1969 - The Bacchae (Euripides), Stück 1978 - Orestes, Stück - Caligula (Camus), Stück 1979 - Blue Mountain ballads, Text von Tennessee Williams, Musik von Bowles. 1984 - Camp Cataract, Stück - A Quarreling Pair, Stück 1992 - Hippolytos, Stück - Black Star at the Point of Darkness 1993 - Salome, Stück |

### Fiktion
| Romane | Kurzgeschichten (Sammelbände) | Gedichte |
| --- | --- | --- |
| - 1949 – The Sheltering Sky - 1952 – Let It Come Down - 1955 – The Spider’s House - 1966 – Up Above the World - 1991 – Too Far From Home (Novelle) - 1992 – Too Far From Home (mit Miquel Barceló: 28 watercolors) - 1994 – Too Far From Home (mit Maguerite McBey) | - 1950 – A Little Stone - 1950 – The Delicate Prey and Other Stories - 1959 – The Hours after Noon - 1962 – A Hundred Camels in the Courtyard - 1967 – The Time of Friendship - 1968 – Pages from Cold Point and Other Stories - 1975 – Three Tales - 1977 – Things Gone & Things Still Here - 1979 – Collected Stories, 1939–1976 - 1981 – In the Red Room - 1982 – Points in Time - 1985 – Midnight Mass - 1988 – Unwelcome Words: Seven Stories - 1988 – A Distant Episode - 1988 – Call at Corazon - 1989 – A Thousand Days for Mokhtar - 1995 – The Time of Friendship Paul Bowles & Vittorio Santoro | - 1933 – Two Poems - 1968 – Scenes - 1981 – Next to Nothing: Collected Poems, 1926–1977 - 1997 – No Eye Looked Out from Any Crevice |

### Übersetzungen
| - 1946 – No Exit von Jean-Paul Sartre - 1952 – The Lost Trail of the Sahara von Roger Frison-Roche - 1964 – A Life Full Of Holes von Driss ben Hamed Charhadi (Larbi Layachi) - 1967 – Love With A Few Hairs von Mohammed Mrabet - 1969 – The Lemon von Mohammed Mrabet - 1969 – M’Hashish von Mohammed Mrabet - 1973 – For Bread Alone von Mohamed Choukri - 1973 – Jean Genet in Tangier von Mohamed Choukri - 1974 – The Boy Who Set the Fire von Mohammed Mrabet - 1975 – Hadidan Aharam von Mohammed Mrabet - 1975 – The Oblivion Seekers von Isabelle Eberhardt - 1976 – Look & Move On von Mohammed Mrabet - 1976 – Harmless Poisons, Blameless Sins von Mohammed Mrabet - 1977 – The Big Mirror von Mohammed Mrabet - 1979 – Tennessee Williams in Tangier von Mohamed Choukri - 1979 – Five Eyes von Abdeslam Boulaich, Sheheriar and Sheherazade von Mohamed Choukri, The Half Brothers von Larbi Layachi, The Lute von Mohammed Mrabet, und The Night Before Thinking von Ahmed Yacoubi | - 1980 – The Beach Café & The Voice von Mohammed Mrabet - 1982 – The Path Doubles Back von Rodrigo Rey Rosa - 1983 – The Chest von Mohammed Mrabet - 1983 – Allal von Pociao - 1984 – The River Bed von Rodrigo Rey Rosa (Kurzgeschichte) - 1985 – She Woke Me Up So I Killed Her (Kurzgeschichten von 16 Autoren in verschiedenen Sprachen) - 1986 – Marriage With Papers von Mohammed Mrabet - 1986 – Paul Bowles: Translations from the Moghrebi von mehreren Autoren - 1988 – The Beggar’s Knife von Rodrigo Rey Rosa - 1989 – Dust on Her Tongue von Rodrigo Rey Rosa - 1990 – The Storyteller and the Fisherman, CD von Mohammed Mrabet - 1991 – The Pelcari Project von Rodrigo Rey Rosa - 1991 – Tanger: Vues Choisies von Jellel Gasteli - 1992 – Chocolate Creams and Dollars von mehreren Autoren - 2004 – Collected Stories von Mohammed Mrabet - 2022 – The Garden / Der Garten (1967), Paul Bowles’ einziges Bühnenstück, übersetzt und herausgegeben von Florian Vetsch; grafisch konzipiert und gestaltet von Dario Benassa. Zürich 2022 |

### Reiseberichte, Autobiographie und Briefe
- 1957 – Yallah, Text von Paul Bowles, Fotos von Peter W. Haeberlin (Reisebericht)
- 1963 – Their Heads are Green and Their Hands Are Blue (Reisebericht)
- 1972 – Without stopping (Autobiographie)
- 1990 – Two Years Beside The Strait (Autobiographie)
- 1991 – Days: Tangier Journal (Autobiographie)
- 1993 – 17, Quai Voltaire (Autobiographie von Paris, 1931, 1932)
- 1994 – Photographs – “How Could I Send a Picture into the Desert?” (Paul Bowles & Simon Bischoff)
- 1995 – In Touch – The Letters of Paul Bowles (herausgegeben von Jeffrey Miller)

### Editionen
- 1984 – Paul Bowles Selected Songs (herausgegeben von Peter Garland)
- 1993 – Too Far from Home (herausgegeben von Daniel Halpern) ISBN 0-88001-295-1
- 1994 – The Portable Paul and Jane Bowles (herausgegeben von Millicent Dillon)
- 1995 – Paul Bowles: Music (herausgegeben von Claudia Swan) ISBN 0-9648083-0-7
- 2000 – The Paul Bowles Reader (Peter Owen) ISBN 0-7206-1091-5
- 2001 – The Stories of Paul Bowles (Ecco) ISBN 0-06-621273-1
- 2002 – The Sheltering Sky, Let It Come Down, The Spider’s House (Daniel Halpern, ed. Library of America) ISBN 1-931082-19-7
- 2002 – Collected Stories and Later Writings (Daniel Halpern, ed. Library of America) ISBN 1-931082-20-0
- 2010 – Travels: Collected Writings, 1950–1993 (Mark Ellingham, ed. Sort Of Books, London) ISBN 978-0-9560038-7-4

### Musikethnologie
- Music of Morocco from the Library of Congress. Recorded by Paul Bowles in 1959. Dust to Digital, 2016. 4 CD.

### Auftritte in Filmen und Interviews
- Paul Bowles in Morocco (1970), Produktion und Regie: Gary Conklin, 57 Minuten
- Paul Bowles: South Bank Show London Studios (1988), Produktion: ITV, Regie: Melvyn Bragg, 54 Minuten
- 1990 adaptierte Bernardo Bertolucci The Sheltering Sky zum Film Himmel über der Wüste, in dem Bowles einen Cameo-Auftritt hat und als Erzähler fungiert. 132 Minuten.
- Things Gone and Things Still Here, 1991, Regie vom preisgekrönten BBC-Filmemacher Clement Barclay. Der Film will die Welt des Paul Bowles in einer einstündigen Dokumentation entschlüsseln. Gewinner des Chicago Film Festivals.
- Paul Bowles The Complete Outsider, 1993, von Catherine Hiller Marnow und Regina Weinreich, 57 Minuten.
- Halfmoon, 1995, vier Geschichten von Paul Bowles, Frieder Schlaich und Irenve von Alberti. First Run Features, 91 Minuten (deutsche Version Halbmond, 90 Minuten)
- Let It Come Down, 1998, Requisite Productions, Zeitgeist Films, 72 Minuten. Porträt des Autors in seinem späten Leben. Regie: Jennifer Baichwal, enthält Material vom letzten Treffen zwischen Bowles, William Burroughs und Allen Ginsberg, das 1995 in New York stattfand. 72 Minuten.
- Night Waltz, 2002, ein Film von Owsley Brown über die Musik von Paul Bowles, mit Phillip Ramey und einem Interview mit Jonathan Sheffer, Dirigent des Eos Orchestra. 77 Minuten.

## Sekundärliteratur
- Robert Briatte: Paul Bowles 2117 Tanger Socco. Editions Plon, Paris 1989.
- Robert Briatte: Paul Bowles : Ein Leben. Rowohlt Verlag, Reinbek bei Hamburg, 1991. ISBN 3-499-12911-6
- Gena Dagel Caponi: Paul Bowles: Romantic Savage. Southern Illinois University, Carbondale 1994.
- Millicent Dillon: You Are Not I: A Portrait of Paul Bowles. University of California Press, Berkeley 1998.
- Michelle Green: The Dream at the End of the World: Paul Bowles and the Literary Renegades in Tangier. HarperCollins, New York 1991.
- Allen Hibbard: Paul Bowles: A Study of the Short Fiction. Twayne, New York 1993. ISBN 0-8057-8318-0
- Richard F. Patteson: A World Outside: The Fiction of Paul Bowles. University of Texas Press, Austin 1987.
- Jens Rosteck: Jane und Paul Bowles: Leben ohne anzuhalten. Goldmann, München 2005.
- Christopher Sawyer-Lauçanno: An Invisible Spectator: A Biography of Paul Bowles. Grove Press, New York 1989.
- Virginia Spencer Carr: Paul Bowles: A Life. Scribner, New York 2004. ISBN 0-684-19657-3
- Lawrence D. Stewart: Paul Bowles: The Illumination of North Africa. Southern Illinois University Press, Carbondale 1974.
- Elke Stracke-Elbina: Die Short Stories von Paul Bowles, 1939–1990. Georg Olms Verlag, Hildesheim, Zürich und New York 1995. ISBN 3-487-09991-8 (= Anglistische und amerikanistische Texte und Studien 8)